# Manabí
Manabí är en provins i västra Ecuador. Den administrativa huvudorten är Portoviejo. Befolkningen beräknas till 1 186 025 invånare på en yta av 18 506 kvadratkilometer.

## Administrativ indelning
Provinsen är indelad i 22 kantoner:
- Bolívar
- Chone
- El Carmen
- Flavio Alfaro
- Jama
- Jaramijó
- Jipijapa
- Junín
- Manta
- Montecristi
- Olmedo
- Paján
- Pedernales
- Pichincha
- Portoviejo
- Puerto López
- Rocafuerte
- San Vicente
- Santa Ana
- Sucre
- Tosagua
- Veinticuatro de Mayo